# Úrhida
Úrhida là một thị trấn thuộc hạt Fejér, Hungary. Thị trấn này có diện tích 7,25 km², dân số năm 2010 là 2315 người, mật độ 319 người/km².